# Икинс, Сьюзан
Сьюзан Икинс (англ. Susan Eakins, полное имя Susan Hannah Macdowell Eakins; 1851—1938) — американская художница и фотограф.
Первая художница, удостоенная Премии Мэри Смит в 1879 году.

## Биография
Родилась 21 сентября 1851 года в Филадельфии, была пятой из восьми детей в семье Уильяма Макдауэлла, гравера и фотографа из Филадельфии, который также был искусным художником. Он передал своим трем сыновьям и пяти дочерям интерес к идеям Томаса Пейна и свободомыслию. Сьюзен и её сестра Элизабет рано проявили интерес к искусству, и их отец предоставил им чердак-студию для работы. Помимо артистических талантов, девушка также была опытной пианисткой.
Сьюзан было 25 лет, когда она познакомилась с Томасом Икинсом в галерее Hazeltine Gallery, где в 1876 году выставлялась его картина «Клиника Гросса». В отличие от многих, она была впечатлена спорной картиной и решила учиться у Икинса в Пенсильванской академии изящных искусств, которую затем посещала в течение шести лет. В то время Пенсильванская академия считалась лучшей художественной школой США. Но, прежде чем учиться у Икинса, она училась у Кристиана Шусселе. Её сестра Элизабет тоже училась в академии с 1876 года. Другими студентами-художницами были: Мэри Кэссет, Сесилия Бо, Эмили Сартен и Элис Стивенс — все они получили хорошее художественное образование. В 1879 году она стала лауреатом первой приз Мэри Смит за картину «Портрет джентльмена с собакой».

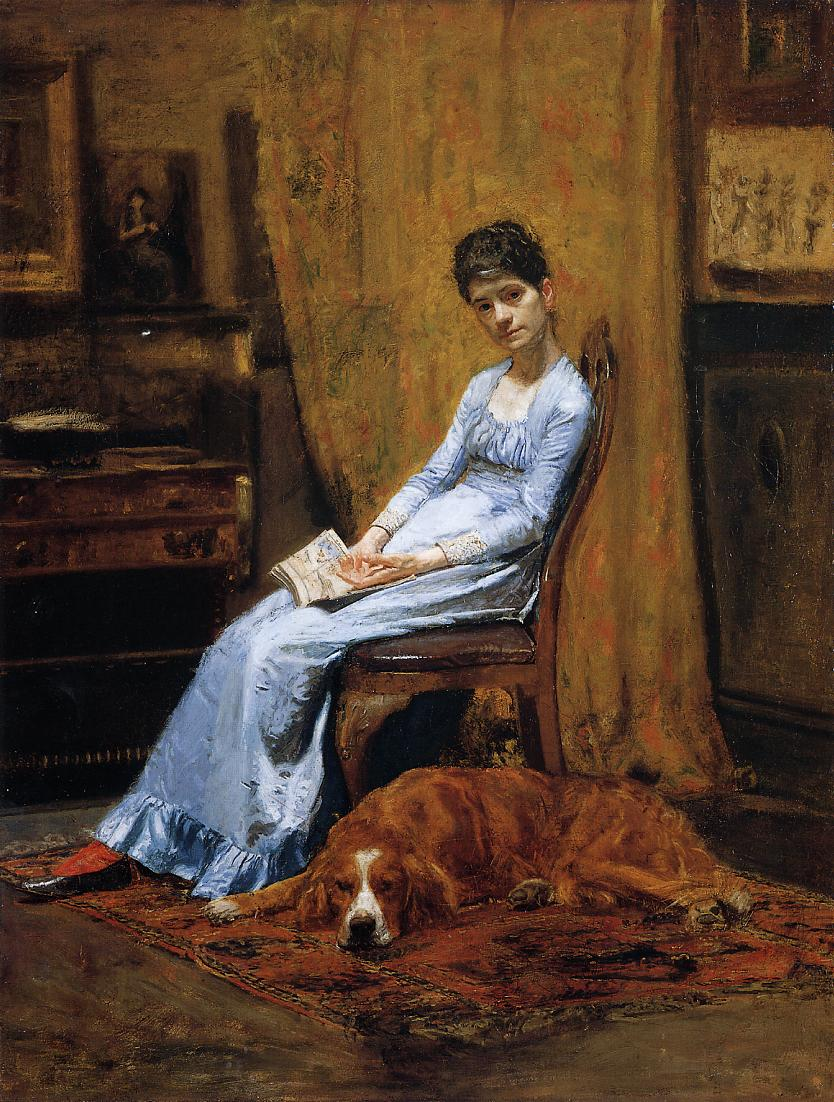
Портрет Сьюзан Икинс работы её мужа

В 1884 году Сьюзан вышла замуж за Томаса Икинса, который был на тот момент директором Пенсильванской академии изящных искусств. Художница проводила бо́льшую часть своего времени, поддерживая карьеру мужа, принимая гостей и студентов, преданно поддерживая его в его трудные времена, даже когда некоторые члены её семьи выступали против Икинса. Детей у них не было.
Сьюзан Икинс писала портреты и сцены из семейной жизни. В период между 1876 и 1882 годами выставляла свои работы в Пенсильванской академии изящных искусств. У неё и мужа были отдельные студии в своем доме. Также она разделяла с мужем страсть к фотографии, которую использовала как инструмент для искусства. В 1898 году Сьюзан стала участницей и выставки Philadelphia Photographic Salon. В 1905 году выставлялась в Пенсильванской академии изящных искусств. После смерти Томаса Икинса в 1916 году, Сьюзан вернулась к живописи, работая почти каждый день. В 1936 году работы Сьюзан, её мужа и сестры Элизабет были выставлены в Художественном клубе Филадельфии (Philadelphia Art Club).
Умерла 27 декабря 1938 года в Филадельфии. Похоронена на городском кладбище Woodlands Cemetery рядом с мужем.
Только через 35 лет после её смерти — в 1973 году, была организована первая персональная выставка работ Сьюзан Икинс в Пенсильванской академии изящных искусств. В 1976 году её работы были включены в выставку Nineteenth Century Women Artists в Музее американского искусства Уитни. В сентябре-октябре 1977 года в Роаноке (штат Виргиния), в школе North Cross School прошла выставка фотографий и картин Сьюзен, её сестры Элизабет и мужа Томаса.